# کریستین پراودا
کریستین پراودا (انگلیسی: Christian Pravda; ۸ مارس ۱۹۲۷ – ۱۱ نوامبر ۱۹۹۴) اسکی‌باز آلپاین اهل اتریش بود.